# Bronisław Kortus
Bronisław Kortus (ur. 2 czerwca 1927 w Adamowicach, zm. 23 czerwca 2020 w Krakowie) – polski geograf zajmujący się badaniem funkcjonowania przemysłu w przestrzeni. Jest twórcą podziału czynników lokalizacji przemysłu.

## Życiorys
W latach 1949–1954 odbył studia w Uniwersytecie Warszawskim i Uniwersytecie Wrocławskim. W 1954 roku rozpoczął pracę naukową w Uniwersytecie Wrocławskim. Rok później, w 1955 przeprowadził się do Krakowa i podjął pracę w Uniwersytecie Jagiellońskim, gdzie w 1960 pod opieką profesora Antoniego Wrzoska opracował pracę doktorską pt. "Przemysł mineralny województwa opolskiego".
W roku 1968 Rada Wydziału Biologii i Nauk o Ziemi Uniwersytetu Jagiellońskiego nadała mu stopień naukowy doktora habilitowanego, na podstawie rozprawy habilitacyjnej pt. "Kraków jako ośrodek przemysłowy. Rozwój i struktura przemysłu wielkiego miasta". Tytuł profesora nadzwyczajnego Bronisław Kortus uzyskał w 1983, a w 1990 tytuł profesora zwyczajnego.
W latach 1981–1991 był dyrektorem Instytutu Geografii i Gospodarki Przestrzennej Uniwersytetu Jagiellońskiego.
Dorobek naukowy prof. Bronisława Kortusa obejmuje około 200 publikacji, w tym 44 wydanych za granicami Polski. Jest redaktorem lub współredaktorem kilkunastu książek, w tym kilku obcojęzycznych.
Pochowany na cmentarzu Prądnik Czerwony (kwatera CCCXXIII-7-15).

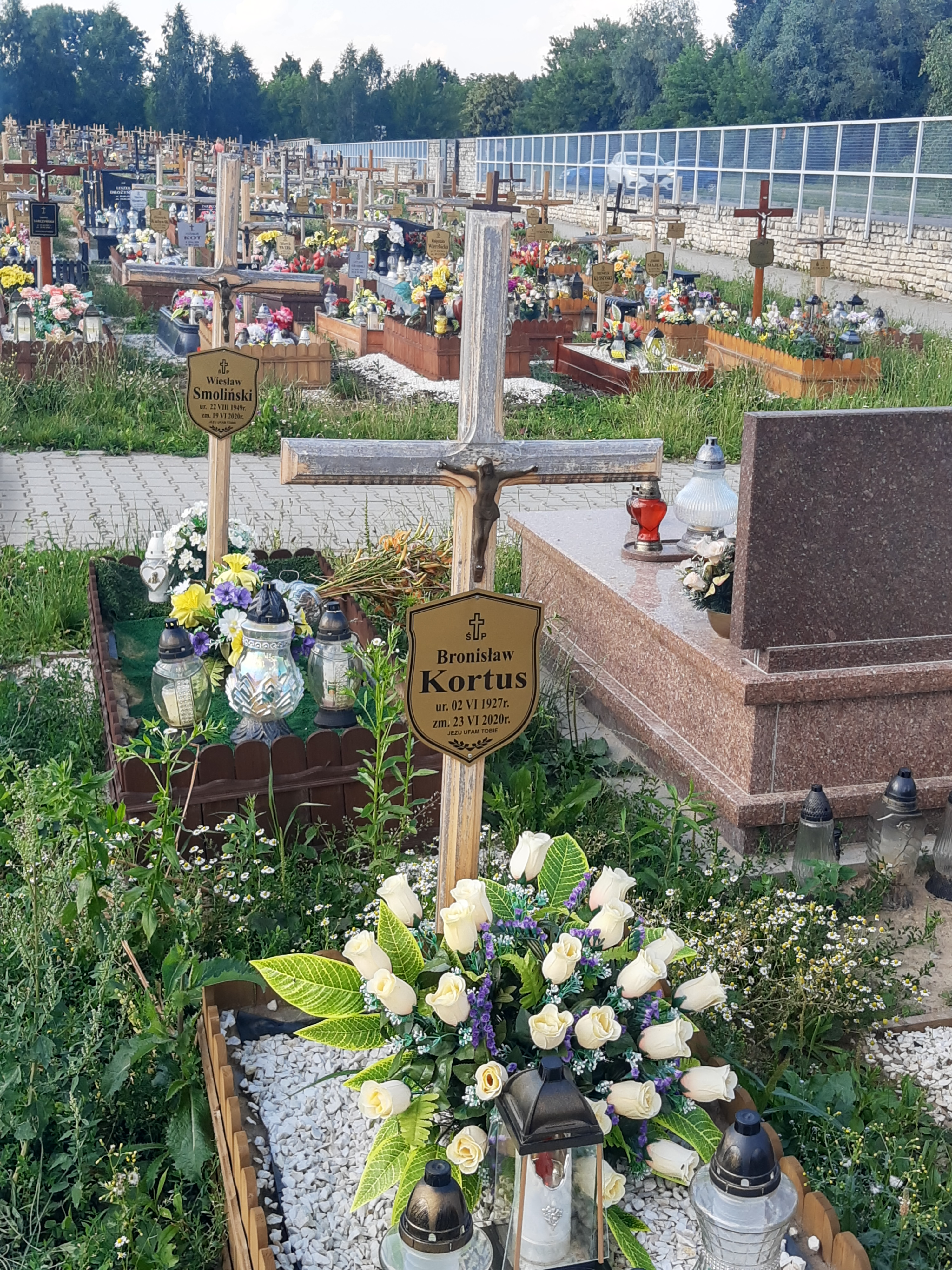
Grób prof. Bronisława Kortusa na Cmentarzu Prądnik Czerwony (stan na lipiec 2021

## Wybrane publikacje
- "Wstęp do geografii przemysłu", 1986 Warszawa
- "Geograficzne problemy rolnictwa w Polsce", pod. red. B. Kortusa, Z. Kulaka, 1988 Poznań

## Członkostwo
- Komisja Systemów Przemysłowych Międzynarodowej Unii Geograficznej,
- Niemiecko-Polska Wspólna Komisja Podręcznikowa,
- Komitet Nauk Geograficznych PAN,
- Komitet Przestrzennego Zagospodarowania Kraju PAN.